# Castle Bravo

Filmato della detonazione del Bravo e del successivo fungo atomico

Castle Bravo è il nome in codice assegnato al test nucleare effettuato da parte degli Stati Uniti d'America che ebbe luogo il 1º marzo 1954 nell'atollo di Bikini, nelle Isole Marshall, nell'ambito dell'Operazione Castle. La bomba rimane il più potente ordigno nucleare mai fatto esplodere dagli Stati Uniti e la prima arma termonucleare alimentata a deuteruro ( idruro ) di litio testata utilizzando il progetto Teller-Ulam. La resa di Castle Bravo fu di 15 megatoni di TNT [Mt] (63 PJ), 2,5 volte i 6 Mt previsti (25 PJ), a causa di reazioni aggiuntive impreviste che coinvolsero il litio-7 e portarono alla contaminazione radioattiva nell'area circostante. La detonazione del dispositivo a fusione termonucleare con combustibile solido ha avuto una potenza di circa mille volte superiore alle bombe sganciate su Hiroshima e Nagasaki al termine della seconda guerra mondiale ma è comunque inferiore ai 57 megatoni della Bomba Zar russa, la più grande bomba H della storia.
Il fallout nucleare radioattivo, il più pesante dei quali è stato sotto forma di corallo superficiale polverizzato dalla detonazione, è caduto sui residenti degli atolli di Rongelap e Utirik, mentre il fallout più particellare e gassoso si è diffuso in tutto il mondo. Gli abitanti delle isole furono evacuati tre giorni dopo e soffrirono di malattie da radiazioni. Ventitré membri dell'equipaggio del peschereccio giapponese Daigo Fukuryū Maru ("Lucky Dragon No. 5") furono anch'essi contaminati dal forte fallout, sperimentando la sindrome acuta da radiazioni, tra cui la morte sei mesi dopo di Kuboyama Aikichi, il capo radiofonista del battello. L'esplosione ha suscitato una forte reazione internazionale sui test termonucleari atmosferici.
Il cratere Bravo si trova a 11°41′50″N 165°16′19″E. I resti della strada rialzata del Castello Bravo si trovano a 11°42′06″N 165°17′07″E.

## Problematiche del test
Responsabile dell'innesco era l'esperto John C. Clark, direttore scientifico e supervisore dell'operazione Alvin Graves (già superstite dell'incidente Demon core) e capo militare il generale maggiore Perry W. Clarkson.
L'esplosione eccedette di quasi tre volte la potenza prevista, a causa delle proprietà all'epoca sconosciute del litio-7, ampiamente presente nell'ordigno. La bomba aveva come combustibile una miscela di circa il 40 per cento di litio-6, che doveva far innescare la reazione di fusione termonucleare a catena, e del 60 per cento di, appunto, litio-7, che veniva considerato inerte in quanto era nota solo la cattura neutronica con conseguente decadimento in berillio. Tuttavia se l'isotopo litio-7 viene colpito da neutroni molto energetici l'atomo composto è instabile e decade molto velocemente in una particella alfa, un nucleo di trizio e un altro neutrone, con il risultato di fornire combustibile non previsto alla reazione.

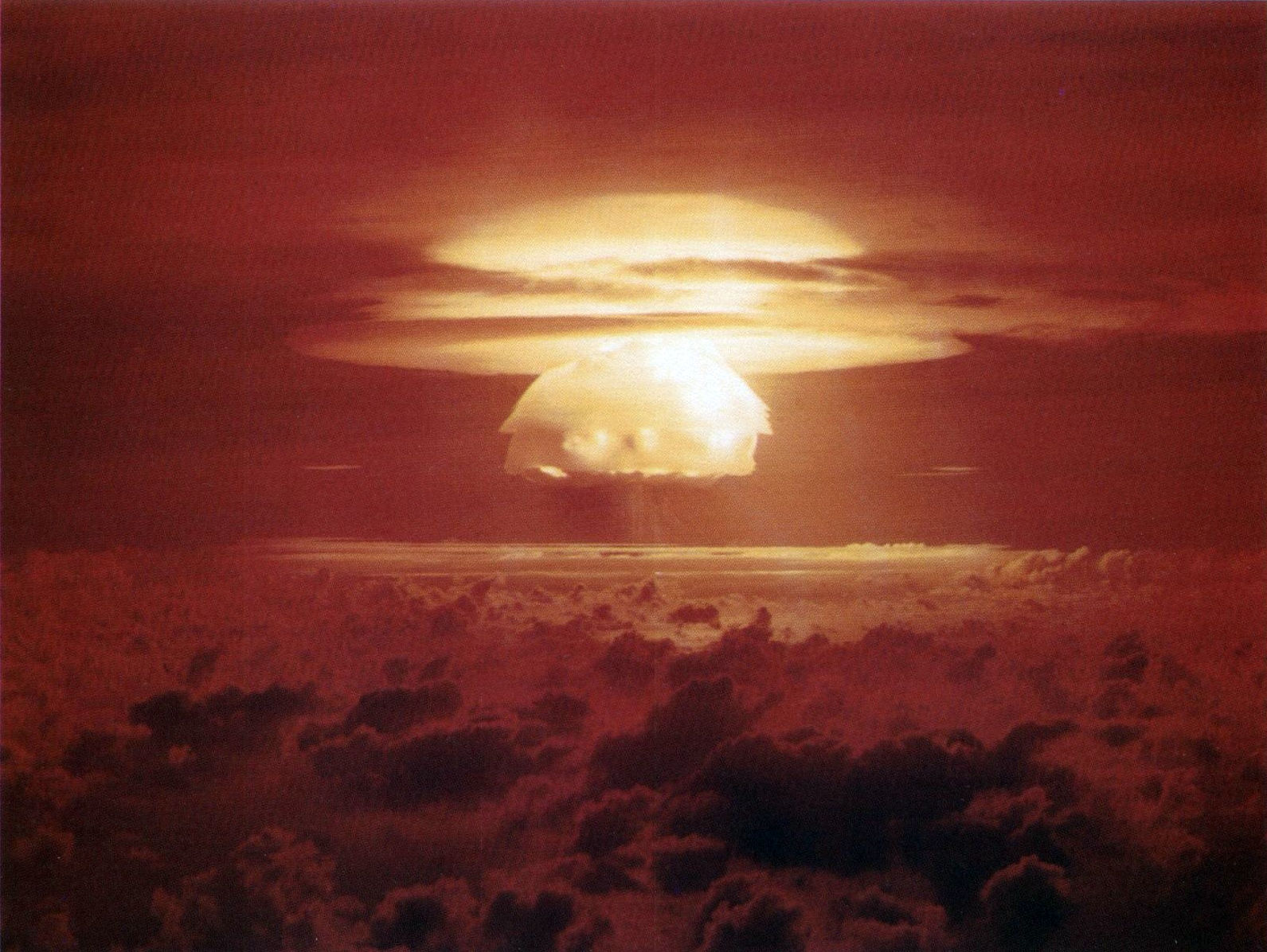
Fotografia del fungo atomico provocato dalla bomba

La bomba era di tipo "trifase"; infatti 10 dei 15 megatoni furono dovuti al compressore di uranio naturale utilizzato nel dispositivo, cui fu dato il nome "shrimp" (gambero). La differenza con l'enorme dispositivo "Mike" (operazione "Ivy"), oltre alle relative ridotte dimensioni (che permettevano il trasporto nella stiva di un bombardiere B-52 o nella testata di un missile Titan I), era nel tipo di carburante per la fusione termonucleare (l'idruro di litio) e nell'involucro, in alluminio anziché in acciaio.
Il "fungo atomico" prodotto da Bravo raggiunse un'altezza di quasi 15 km ed un diametro di circa 12 km nel giro di neanche un minuto; dopo dieci minuti, l'altezza arrivò a 40 km e il diametro a 100 km. Il fallout radioattivo, amplificato dal fatto che Bravo fu fatto esplodere praticamente al suolo, a causa di venti sfavorevoli (rilevati ma non considerati un fattore decisivo per annullare o posticipare il test) raggiunse i vicini atolli di Rongrik e Rongelap e anche un peschereccio giapponese, il Daigo Fukuryu Maru, che si trovava fuori dalla zona considerata pericolosa.
Tracce di radioattività causate dal test Bravo furono rilevate in Australia, India, Giappone e parte degli USA occidentali e dell'Europa.
Castle Bravo fu la quinta esplosione nucleare più potente della storia. Essa infatti fu superata dalla cosiddetta "Bomba Zar" (un ordigno dalla potenza stimata in circa 50 Mt), esplosa il 30 ottobre 1961, dal Test 219 (circa 24,2 Mt) esploso nel 1962, e da due ulteriori test tenutisi il medesimo anno, la cui potenza è stimata uguale o poco superiore ai 20 Mt, tutti detonati dall'Unione Sovietica sull'isola Novaja Zemlja (Mar Glaciale Artico).

### Conseguenze sugli abitanti
Gli abitanti degli atolli di Rongrik e Utirik, sottovento rispetto a Bikini, non furono evacuati anzitempo, come era stato fatto per i test precedenti, e gli abitanti, raggiunti dal fallout radioattivo, ne subirono le conseguenze.

## Responsabilità civile e penale

### Risarcimenti
Nel 1975 iniziò il processo con il quale i governanti delle Isole Marshall chiedevano agli Stati Uniti i danni del loro operato sul territorio dei tre atolli. Non è stato ancora del tutto accertato se l'incidente avvenne in modo del tutto accidentale o se, come sostiene la Repubblica delle Isole Marshall, fosse stato programmato dagli Stati Uniti per studiare gli effetti che le radiazioni avrebbero avuto su ecosistema e persone. Effettivamente sembra che gli statunitensi sapessero già prima di detonare la bomba che i venti avrebbero portato le radiazioni sui due atolli di Rongrik e Utirik, per mezzo degli stessi meteorologi americani che si trovavano su di essi e che furono esposti alle radiazioni. Immediatamente dopo la detonazione, quando le radiazioni si stavano dirigendo su tali atolli, la nave antiradiazioni della marina americana avrebbe avuto il tempo di caricare a bordo la popolazione che vi abitava, ma ricevette l'ordine di allontanarsi immediatamente dal luogo. La vicenda è stata ricostruita nel documentario Half Life del regista australiano Dennis O'Rourke.
Il 25 aprile 2014 il governo delle Isole Marshall ha agito in giudizio davanti alla Corte internazionale di giustizia contro nove paesi (tra cui gli Stati Uniti) inadempienti agli obblighi di disarmo nucleare precedentemente assunti.